# See You Later
See You Later é um álbum de estúdio do músico grego Vangelis, lançado em 1980.
| Críticas profissionais                                                      | Críticas profissionais |
| Avaliações da crítica                                                       | Avaliações da crítica  |
| Fonte                                                                       | Avaliação              |
| --------------------------------------------------------------------------- | ---------------------- |
| Allmusic                                                                    | [ 2 ]                  |
| Esta tabela precisa de ser acompanhada por texto em prosa. Consulte o guia. |                        |

## Faixas
1. "I Can't Take It Anymore"  – 5:42
2. "Multi-Track Suggestion"  – 5:36
3. "Memories of Green"  – 5:48
4. "Not a Bit – All of It" 3:00
5. "Suffocation"  – 9:26
6. "See You Later"  – 10:22